# Aureil
Aureil är en kommun i departementet Haute-Vienne i regionen Nouvelle-Aquitaine i västra Frankrike. Kommunen ligger i kantonen Limoges-Panazol som tillhör arrondissementet Limoges. År 2022 hade Aureil 1 033 invånare.

## Befolkningsutveckling
Antalet invånare i kommunen Aureil
| Referens: INSEE |